# Ilmu
ILMU (рус. И́лму) — карельская фолк-трип-хоп группа из Петрозаводска и Тампере, исполняющая авторские песни на ливвиковском наречии карельского языка.

## О группе
Создателями проекта являются Татьяна и Алексей Ткаченко. Группа основана в начале 2010-х годов, но состав музыкантов постоянно менялся.
Слово «ilmu» в переводе с карельского языка означает «воздух», «погода». Источником вдохновения для проекта музыканты выбрали природу Карелии. В песнях группы можно услышать смешение народных инструментов (кантеле, йоухикко, мянкере, скрипка, вистл, калюка, галисийская волынка, бубен, пила) с гитарной музыкой и электронной основой (синтезаторы, семплеры, секвенсеры). Одним из основных направлений деятельности группы является сохранение и развитие ливвиковского наречия карельского языка, находящегося под угрозой исчезновения. Одна из песен коллектива, Hyvä Talvi («Добрая зима») написана на стихи карельской поэтессы Зинаиды Дубининой.
Более 10 лет Татьяна мечтала о записи профессионального альбома. В декабре 2020 года она сумела выпустить первый полноформатный альбом группы ILMU. 
В апреле 2021 года группа ILMU выпустила мини-альбом Remixes, в создании которого приняли участие музыканты из Японии, Франции и России.
В феврале 2022 года группа стала обладателем Гран-при в номинации «Лучший этнический проект» по версии международного жюри премии Russian World Music Awards-2021.
В июле 2022 года группа ILMU приняла участие в создании уникального музыкального альбома «Туры в культуры» в рамках просветительского проекта Яндекс Путешествий и Академии Arzamas и записала народную колыбельную на собственно карельском наречии.
В августе 2022 года группа вошла в число семи финалистов всероссийского проекта «ЭтноLife» как лучший финно-угорский коллектив России и приняла участие в записи музыкального альбома «ЭтноLife - Звук Евразии».
В сентябре 2022 года группа ILMU стала лауреатом II степени в номинации «Фолк- и Этно-группы» международного музыкального конкурса «Зарайская слобода».
Летом 2023 года группа представила демо-версию компьютерной игры «Luonnonvoimat» («Силы природы»), сюжет которой основан на текстах песен ILMU.
С 2023 года группа ILMU базируется в Финляндии.
В марте 2024 года группа выпустила второй полноформатный альбом Mua (рус. Земля), в состав которого вошло 13 композиций. Трек Kazvatti Minuu Muamoi / Teve Khaya записан совместно с  заслуженной артисткой республики Тыва, экс-вокалисткой группы Ят-ха Сайлык Оммун, и представляет собой переосмысление народных песен на карельском и тувинском языках. В композиции Minun Iäni звучит мансийский народный инструмент нын-юх (нинг-юх), партию на котором исполнил финский музыкант, экс-участник фолк-метал-группы Korpiklaani, Туомас Роунакари.
В октябре 2024 года группа ILMU представила видеоклип на песню Langat (рус. Нити), сюжет которого связан с темой традиционной карельской вышивки и мифологией, в частности с образом богини Мокошь. Клип победил на Международном кинофестивале в Лулео (Швеция) в категории «Лучшее музыкальное видео», а также попал в конкурсную программу фестивалей Goa Short Film Festival (Индия) и Stockholm City Film Festival (Швеция).

## Состав

### Текущий состав
- Татьяна Ткаченко — тексты песен, музыка, аранжировки, вокал, синтезатор, кантеле
- Алексей Ткаченко — музыка, аранжировки, элетрогитара, синтезатор, семплер, кантеле, калимба
- Виталий Целобёнок — флейты, галисийская волынка, йоухикко, пила
- Mirva Ormin — йоухикко, басовое йоухикко
- Надежда Горницына — скрипка

### Бывшие участники
- Владислав Дёмин — скрипка, йоухикко, кантеле, мянкере, бубен, аранжировки

### Сессионные музыканты
- Дмитрий Михайлов — электрогитара
- Алина Репецкая — кантеле-прима
- Юрий Жук — глюкофон
- Андрей Дикоев — баян
- Евгения Давыденко — скрипка
- Денис Дорофеев — альт
- Ольга Дорофеева — виолончель
- Татьяна Умнякова — йоухикко
- Виктор Игнатьев — скрипка
- Дмитрий Симонов — бас-гитара

## Дискография

### Альбомы
- Jyryn iel EP (2020)
- ILMU (2020)
- Remixes EP (2021)
- Muan pajo EP (2023)
- Mua (2024)

### Синглы
- Igäine unohtus (2020)
- Harmuat kallivot (2020)
- Ritmu (2022)
- Aldo (2023)

### Сборники
- «Туры в культуры» (2022)
- «ЭтноLife - Звук Евразии» (2022)

### Видео
- Igäine unohtus (2021)
- Live in Petrozavodsk (2021)
- Live in Kossalmi (2021)
- Langat (2024)